# フランソワ・ジョゼフ・ポール・ド・グラス
グラス・ティリー侯爵およびグラス伯爵フランソワ・ジョゼフ・ポール（仏: François Joseph Paul, marquis de Grasse Tilly, comte de Grasse, 1722年 - 1788年1月14日）は、フランスの侯爵、フランス海軍の提督である。チェサピーク湾の海戦の勝利により、アメリカ独立に決定的な役割を果たしたが、セインツの海戦の敗北により、フランスの完全な勝利を勝ち取ることはできなかった。

## 生涯

### 生い立ち
グラスは、1722年に現在のアルプ＝マリティーム県ル・バール＝シュル＝ルーで生まれた。1734年にマルタ騎士団の船隊に従軍、1740年にフランス王国海軍に転じた。

### アメリカ独立戦争
1776年、アメリカ独立戦争がイギリスとの間に始まると、フランス海軍はアメリカ側を応援することになった。1船隊の指揮官となっていたド・グラスは、ルイ・ギルエ・ドルヴィリューの下で1778年7月23日から27日の第一次ウェサン島の海戦に参加した。1779年、カリブ海でデスタン伯爵の艦隊に合流し、1780年のドミニカ侵攻とセント・ルシアの海戦、1781年のイギリスによるトバゴ侵攻で戦功を挙げた。ド・グラスはグレナダの占領に貢献し、リュック・ウルバン・デュ・ブエキシック・ド・ギシャンとイギリス海軍のジョージ・ロドニーとの間で争われたマルティニーク諸島の3度の戦いに参加した。
ド・グラスはジョージ・ワシントン将軍とロシャンボー将軍を応援するため、3,000名の将兵を載せてセントドミニク島を出港した。ド・グラスは援軍をバージニアに降ろした後、1781年9月にイギリス艦隊とチェサピーク湾の海戦を行い、イギリス艦隊を撤退させた。その後、ヨークタウンに至る海域を封鎖したためイギリス軍は孤立し、10月19日にはイギリス軍のチャールズ・コーンウォリス将軍が降伏した。アメリカ合衆国の独立がなった。
その後、ド・グラスはセント・キッツ島の海戦ではサミュエル・フッド提督に敗れた。さらに1782年4月セインツの海戦でジョージ・ロドニー提督に敗れ捕虜となった。数ヶ月後帰国を許され、『正当化の備忘録』（Mémoire justificatif）を出版したのち、1784年に軍法会議で無罪判決を受けた。

### 死去
1788年1月、パリで死去した。
ド・グラスの息子アレクサンドル・フランソワ・オーギュスト・ド・グラスは1840年に『未公開文書によるド・グラス提督の伝記』（Notice biographique sur l'amiral comte de Grasse d'apres les documents inedits）を出版した。

## 記念

### 記念碑
ド・グラス提督がアメリカ合衆国を助けイギリスからの独立を勝ち取ったことを記念する碑が、バージニア州バージニアビーチ、ストーリー砦のヘンリー岬記念公園にある。碑は国立公園局の植民地国立歴史公園によって管理されている。

### 艦船名
フランス海軍にはド・グラスに因んで名付けられた艦船が2隻ある。
- 巡洋艦 ド・グラース （De Grasse）（1939 - 1974）
- トゥールヴィル級駆逐艦 ド・グラース （De Grasse）

アメリカ海軍には3隻ある。
- スプルーアンス級駆逐艦 コント・ド・グラス （USS Comte de Grasse）（1978 - 1998）
- クレーター級輸送船 ド・グラス （USS De Grasse）（1943 - 1946）
- ヨット ド・グラス （1918）

1920年代には、フランスの中型外洋商船ド・グラスがあった。

## 関連図書
- Furey, John (1909). "François-Joseph-Paul Grasse" . In Herbermann, Charles (ed.). Catholic Encyclopedia. Vol. 6. New York: Robert Appleton Company. pp. 728–729.